# Parinari obtusifolia
Parinari obtusifolia är en tvåhjärtbladig växtart som beskrevs av Joseph Dalton Hooker. Parinari obtusifolia ingår i släktet Parinari och familjen Chrysobalanaceae. Inga underarter finns listade i Catalogue of Life.